# Darko Sokolov
Darko Sokolov (in macedone Дaрко Соколов?; Kočani, 8 maggio 1986) è un cestista macedone.

## Carriera
Con la Macedonia ha disputato quattro edizioni dei Campionati europei (2009, 2011, 2013, 2015).

## Palmarès
- Coppa di Macedonia: 4

Kavardaci: 2010
Rabotnički Skopje: 2015
Karpoš Sokoli: 2017
MZT Skopje: 2018
- Lega Balcanica: 1

Kavadarci: 2010-11